# William Cary (Instrumentenbauer)
William Cary (* 6. Juni 1759; † 16. November 1825) war ein englischer Optiker und Hersteller mathematischer und astronomischer Instrumente. Er zählte zu den renommierten Instrumentenbauern seiner Zeit.
William Cary war der jüngste von vier Söhnen von George und Mary Cary. Er ging bei Jesse Ramsden in London in die Lehre, damals dem führenden Instrumentenbauer. Spätestens 1790 machte er sich selbständig und eröffnete eine Werkstatt in 182 Strand in Westminster, wo die Instrumentenbauer nicht den rigiden Zunftregeln der City of London unterlagen. Sein Bruder John Cary betrieb in der benachbarten 181 Strand ein Geschäft als Karten- und Globenhersteller.
William Cary stellte zahlreiche optische Instrumente her, von Fernrohren bis zu Theodoliten und Sextanten.
Für die East India Company baute er den Theodolit, der von William Lambton in der Großen Trigonometrischen Vermessung Indiens verwendet wurde, nachdem sie 1791 die Abnahme von Ramsdens zweitem großen Theodolit wegen seinen nachträglichen Mehrforderungen abgelehnt hatte. Für William Hyde Wollaston fertigte er 1791 ein Passageninstrument und lieferte ein weiteres 1805 an die Sternwarte in Moskau. Für die Sternwarte Remplin stellte er das Meridianfernrohr her, mit dem später Friedrich Wilhelm Bessel in der Sternwarte Königsberg seine ersten Messungen begann.
William Cary war seit 1820 Mitglied der Royal Astronomical Society.
William Cary starb am 16. November 1825 im Alter von 66 Jahren. Sein Geschäft wurde von seinen Neffen George und John Cary unter der unveränderten Firma und der Adresse 181 Strand fortgeführt, wobei Charles Gould die Geschäfte führte, der wahrscheinlich schon vorher bei William Cary als Geschäftsführer tätig war. Die Firma wurde dann insbesondere durch ihr tragbares Mikroskop bekannt, das in einem in mehreren Auflagen erschienenen Büchlein beschrieben wurde.
Später trat das Unternehmen als Gould & Porter, ab 1876 als Henry Porter und darauf als Cary, Porter, Ltd. auf.